# U.S. Viterbese 1908
Unione Sportiva Viterbese 1908 là một câu lạc bộ bóng đá Ý, đến từ Viterbo, Lazio. Viterbese hiện đang thi đấu ở Serie C, giải hạng ba của bóng đá Ý.

## Lịch sử
Câu lạc bộ được thành lập năm 1908 và tái lập năm 2004 với tên gọi A.S. Viterbo Calcio, nhưng lại trở về tên gốc vào mùa hè 2006.

## Màu áo và huy hiệu
Màu áo của đội bóng là vàng và xanh dương.

## Cầu thủ

### Đội hình hiện tại
Tính đến 17 tháng 2 năm 2023.
Ghi chú: Quốc kỳ chỉ đội tuyển quốc gia được xác định rõ trong điều lệ tư cách FIFA. Các cầu thủ có thể giữ hơn một quốc tịch ngoài FIFA.
| Số | VT | Quốc gia  | Cầu thủ              |
| -- | -- | --------- | -------------------- |
| 1  | TM | Serbia    | Vladan Dekić         |
| 2  | HV | Ý         | Matteo Sorrini       |
| 5  | TV | Nigeria   | Mario Rabiu          |
| 6  | HV | Ý         | Antonio Vespa        |
| 7  | TĐ | Gambia    | Sulayman Jallow      |
| 8  | TV | Litva     | Linas Mėgelaitis     |
| 9  | TĐ | Ý         | Alessandro Marotta   |
| 10 | TV | Ý         | Domenico Mungo       |
| 11 | HV | Ý         | Daniel Semenzato     |
| 13 | HV | Ý         | Luca Ricci           |
| 14 | HV | Ý         | Cristian Riggio      |
| 15 | TĐ | Ý         | Simone D'Uffizi      |
| 17 | HV | Slovenia  | Daniel Pavlev        |
| 18 | TĐ | Ý         | Alessandro Polidori  |
| 19 | HV | Argentina | Juan Cruz Monteagudo |

| Số | VT | Quốc gia | Cầu thủ                                    |
| -- | -- | -------- | ------------------------------------------ |
| 20 | TV | Ý        | Federico Mastropietro                      |
| 21 | TV | Ý        | Simone Andreis                             |
| 22 | TM | Ý        | Marcello Chicarella                        |
| 23 | TV | Canada   | Anthony Aromatario                         |
| 24 | TV | Sénégal  | Maodo Malick Mbaye                         |
| 25 | HV | Ý        | Francesco Rodio (cho mượn từ Pro Vercelli) |
| 26 | TĐ | Ý        | Gian Marco Nesta (cho mượn từ Lecco)       |
| 27 | HV | Ý        | Filippo Marenco                            |
| 34 | HV | Serbia   | Mladen Devetak (cho mượn từ Palermo)       |
| 50 | HV | Ý        | Andrea Ingegneri                           |
| 71 | TV | Ý        | Antonino Barillà                           |
| 77 | TM | Ý        | Luca Bisogno                               |
| 99 | TĐ | Ý        | Giuseppe Montaperto                        |
| —  | HV | Ý        | Daniele Lazzari                            |

### Cho mượn
Ghi chú: Quốc kỳ chỉ đội tuyển quốc gia được xác định rõ trong điều lệ tư cách FIFA. Các cầu thủ có thể giữ hơn một quốc tịch ngoài FIFA.
| Số | VT | Quốc gia | Cầu thủ                                                                    |
| -- | -- | -------- | -------------------------------------------------------------------------- |
| —  | HV | Ý        | Davide Manarelli (đến Virtus Francavilla cho đến ngày 30 tháng 6 năm 2023) |
| —  | TĐ | Ý        | Alessio Cannizzaro (đến Nuova Florida cho đến ngày 30 tháng 6 năm 2023)    |

| Số | VT | Quốc gia | Cầu thủ                                                            |
| -- | -- | -------- | ------------------------------------------------------------------ |
| —  | TĐ | Ý        | Andrea Bianchimano (đến Lucchese cho đến ngày 30 tháng 6 năm 2023) |